# Carl Axel Wachtmeister (1754–1810)
Carl Axel Wachtmeister af Johannishus, från 1808 Trolle-Wachtmeister, född 9 maj 1754, död 5 april 1810 på Trolle-Ljungby, var en svensk greve, en av rikets herrar, riksdrots och justitiekansler, justitieråd och justitiestatsminister.

## Bakgrund
Wachtmeister var son till majoren Carl Wachtmeister och Hilla Birgitta Trolle samt sonson till amiralen Carl Hans Wachtmeister. Wachtmeister blev student vid Lunds universitet 1768 och började, som e.o. kanslist, 1771 tjänstgöra i Justitierevisionen, där han 1777 utnämndes till revisionssekreterare. Han utnämndes 1779 till justitiekansler och blev, vid 28 års ålder, 1782 utnämnd till en av rikets herrar. 1787 kallades han till riksråd och innehavare av riksdrotsämbetet, som återupprättats av Gustav III. Med detta följde högsta uppsikten över rättsskipningen i hela riket och presidentskap i Svea hovrätt "samt jämväl uti de öfriga hofrätterna, när omständigheterna sådant medgåfve".
Som riksdrots skulle Wachtmeister tills vidare förvalta även justitiekanslersämbetet. Kungen hade "velat återuppliva" det gamla riksdrotsämbetet, och man ansåg ganska allmänt att Wachtmeister var rätt man för denna uppgift.
Då kungen 1789 upplöste riksrådet och istället inrättade Högsta domstolen, blev Wachtmeister utnämnd till medlem av denna domstol. Denna position skulle senare kallas justitieråd. Dessutom var han en av de tre som fick behålla titeln riksråd, tills denna titel upphörde även för dem 1791. Bland andra bevis på Gustav III:s förtroende till Wachtmeister kan nämnas, att han 1788 valde honom att ingå i utredningskommissionen och 1789–1791 till ordförande i den tillförordnade regeringen under den tid kungen var i fält eller vistades utrikes. 1791 utnämndes han till en av kommissarierna vid avslutandet av 1791 års fredsavtal med Ryssland.
1789 blev Wachtmeister kansler för Lunds universitet. Efter Gustav III:s död 1792 utnämnde Gustav IV Adolfs förmyndarregering Wachtmeister till president i Lagkommissionen samt till kunglig fullmäktig vid jubelfesten i Uppsala 1793. Samma år avgick han från justitiekanslersämbetet, men återkom redan 1796, några dagar innan kungen blev myndig. Under förmyndarregeringen var han en av få som uttryckligen emotsatte sig Reuterholms agerande. Under Gustav IV Adolfs egen regering spelade riksdrotsen en ännu mer betydande roll än under de båda föregående regeringarna på grund av den aktning, som den unge kungen hade för honom, detta gjorde dock inte att han hade något egentligt inflytande över kungen, som allmänt ansågs som ganska egen och kontrollerande.
Under slutet av Gustav IV Adolfs regering försökte Wachtmeister vid många tillfällen övertala konungen att inta en något mer återhållsam utrikespolitik gentemot Napoleon I. Detta misslyckades och under det sista året började så den sammansvärjning mot kungen formas, där personer som Carl Johan Adlercreutz och Anders Fredrik Skjöldebrand ingick. Wachtmeister anslöt sig dock inte, utan var trogen kungen under hela dennes regeringstid.
När Karl XIII bestigit tronen och i och med antagandet av den nya regeringsformen fanns inte längre ämbetet riksdrots kvar. Dock blev Wachtmeister utnämnd till Sverige förste justitiestatsminister.
Han var serafimerriddare och kommendör av Nordstjärneorden. Han var på sin fritid verksam som målare och tecknare och finns representerad vid Uppsala universitetsbibliotek med en akvarellerad tuschlavering.

## Familj
Han var från 1780 gift med friherrinnan Ulrika Lovisa Maria Sparre och far till Hans Gabriel Trolle-Wachtmeister (1782–1871).

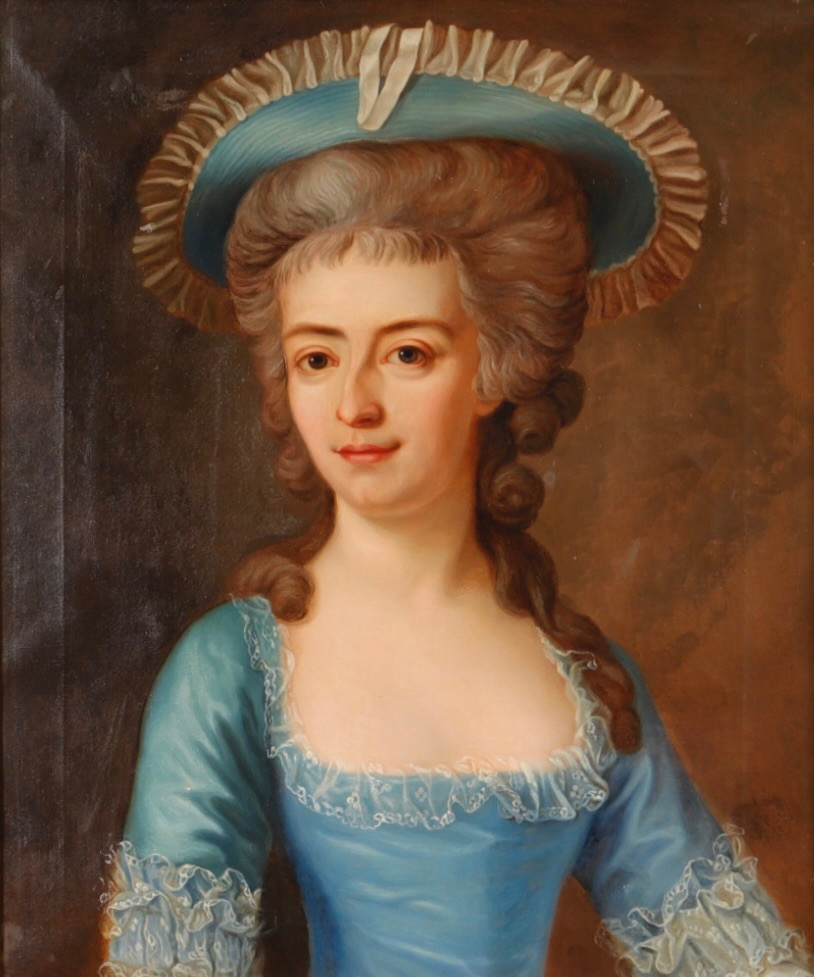
Wachtmeisters hustru, grevinnan Ulrika Lovisa Maria Sparre (1762-1848).
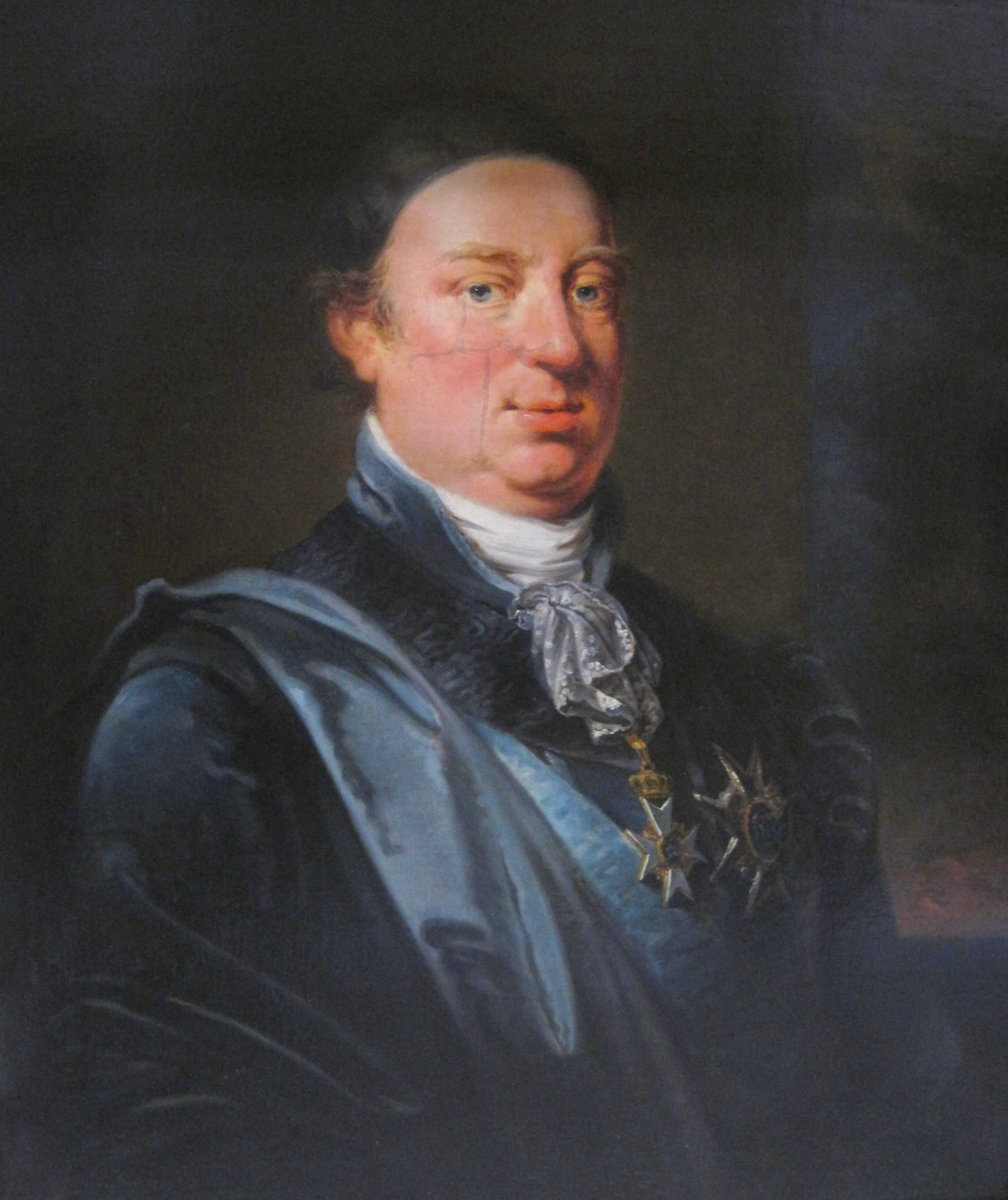
Carl Axel Trolle-Wachtmeister porträtterad av Carl Fredric von Breda 1808. Målningen tillhör Lunds universitet vars kansler Trolle-Wachtmeister var från 1789 till sin död 1810.